# 篠原本町
篠原本町（しのはらほんまち）は兵庫県神戸市灘区の町名。現行行政地名は篠原本町一丁目から篠原本町五丁目。
令和2年国勢調査（2020年10月1日）における世帯数995、人口1,766、うち男性793人、女性973人。郵便番号は657-0067。

## 地理
東は神戸市主要地方道神戸六甲線を挟んで山田町、南は篠原中町、西は南部が上野通で北部が国玉通、北は神戸市主要地方道山麓線を挟んで篠原北町。東から西に一～五丁目が並ぶ。

## 歴史
旧・篠原村域中部北寄りにあたる。

## 施設
- 教専寺
- 末日聖徒イエス・キリスト教会 神戸ワード/日本神戸伝道本部
- 山口組総本部

## 出身・ゆかりのある人物
- 蓬萊宗兵衛（兵庫県多額納税者、東播合同銀行頭取） - 加東郡福田村出身で、住所は篠原本町[2]。